# Chalky Wright
Chalky Wright (Durango, 10 febbraio 1912 – Los Angeles, 12 agosto 1957) è stato un pugile messicano.
La International Boxing Hall of Fame lo ha riconosciuto fra i più grandi pugili di ogni tempo.
La rivista Ring Magazine lo ha classificato tra i primi 100 puncher di ogni epoca.

## Biografia

### Carriera
Pugile afroamericano, fu professionista dal 1928.
Divenne campione del mondo dei pesi piuma nel 1942, battendo Joey Archibald. Difese il titolo contro Harry Jeffra, ma nel 1942 lo perse contro il leggendario Willie Pep, perdendo poi anche la rivincita.
Nel 1938 Wright aveva incontrato anche un'altra leggenda, Henry Armstrong, che lo sconfisse per KO al 3º round.
Come accadde ad altri pugili, lavorò come autista e guardia del corpo per Mae West.

### Morte
Morì a 45 anni annegando in una vasca da bagno in cui era scivolato.